# Bunkier Himmelpfort

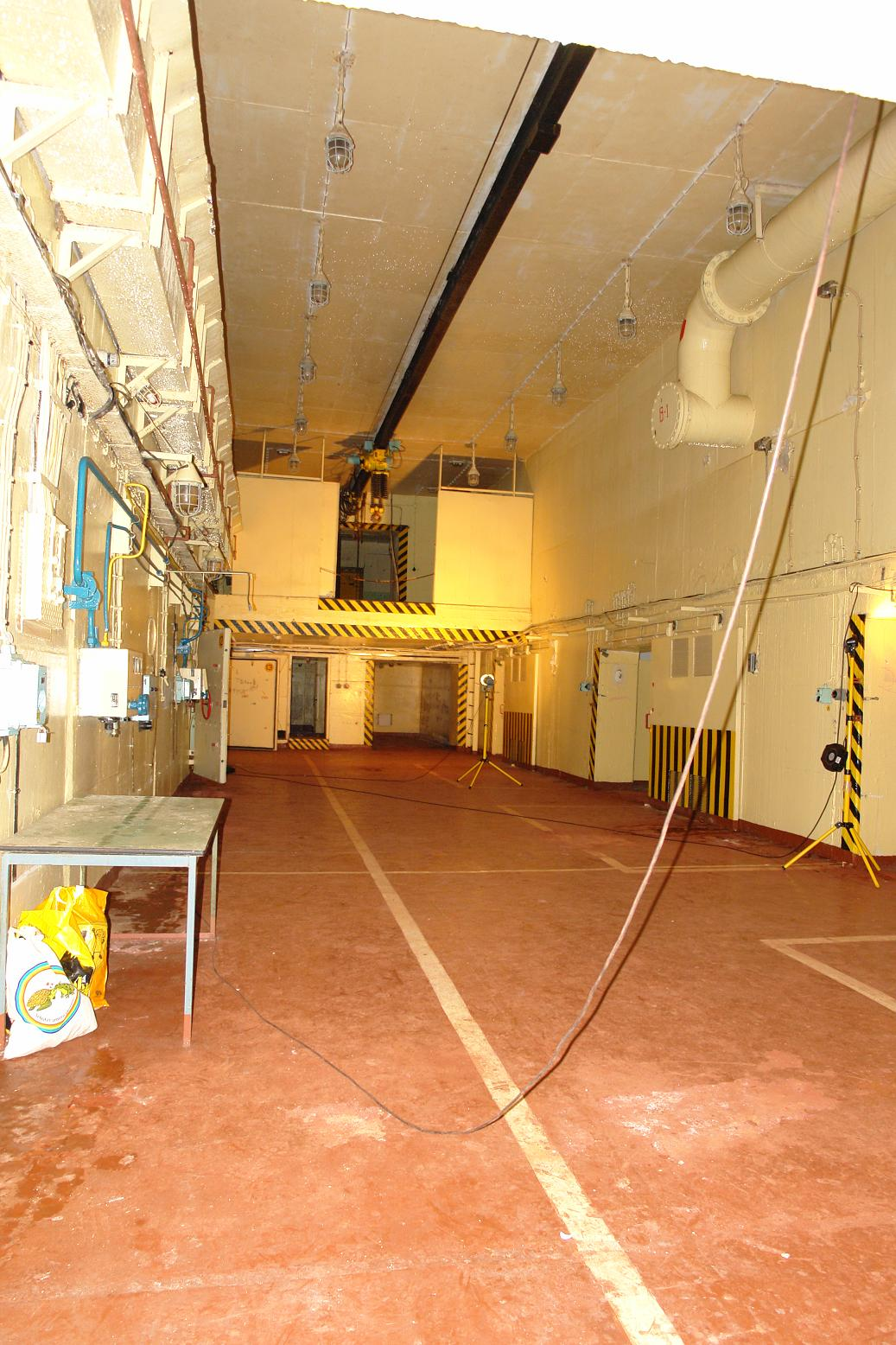

Bunkier Himmelpfort, potocznie Lychen II (niem. Bunker Himmelpfort) - bunkier w okolicach Fürstenberg/Havel, powiat Oberhavel, północna Brandenburgia.

## Charakterystyka miejsca
Był jednym z 4 podstawowych składów broni rakietowej na terenie NRD (obok Stolzenhain, Waren (Müritz) i Bischofswerda), jeden z 21 wszystkich tego typu.